# Signabøur
Signabøur est une ville des îles Féroé située sur l'île de Streymoy. Signabøur appartient à la municipalité de Tórshavn.